# Ernst Julius Engelhardt
Ernst Julius Engelhardt (* 1836; † 23. April 1889 in Meran, Tirol) war ein deutscher Theaterschauspieler.

## Leben und Wirken
Er war zunächst als Komiker in Würzburg, Augsburg, Kissingen und Köln tätig. Von 1865 bis 1874 trat er am Stadttheater in Leipzig auf und wechselte 1875 an das Königliche Hoftheater in Dresden. 1879 setzte er sich mit 43 Jahren zur Ruhe.